# Percepció facial

Exemples d'emocions diverses

La percepció facial és la comprensió i interpretació de la cara que fa un individu. Aquí, la percepció implica la presència de la consciència i, per tant, exclou els sistemes automatitzats de reconeixement facial. Encara que el reconeixement facial es troba en altres espècies, aquest article se centra en la percepció facial en humans.
La percepció dels trets facials és una part important de la cognició social. La informació recollida de la cara ajuda a les persones a entendre la identitat de l'altre, el que pensen i senten, anticipar les seves accions, reconèixer les seves emocions, establir connexions i comunicar-se mitjançant el llenguatge corporal. El desenvolupament del reconeixement facial és un element bàsic necessari per a construccions socials complexes. Ser capaç de percebre la identitat, l'estat d'ànim, l'edat, el sexe i la raça permet a les persones modelar la manera com interactuem entre elles i entendre el nostre entorn immediat.
Tot i que es considera que la percepció facial prové principalment de la ingesta visual, els estudis han demostrat que fins i tot les persones cegues nascudes poden aprendre la percepció de la cara sense visió. Els estudis han recolzat la noció d'un mecanisme especialitzat per percebre les cares.

## Visió general

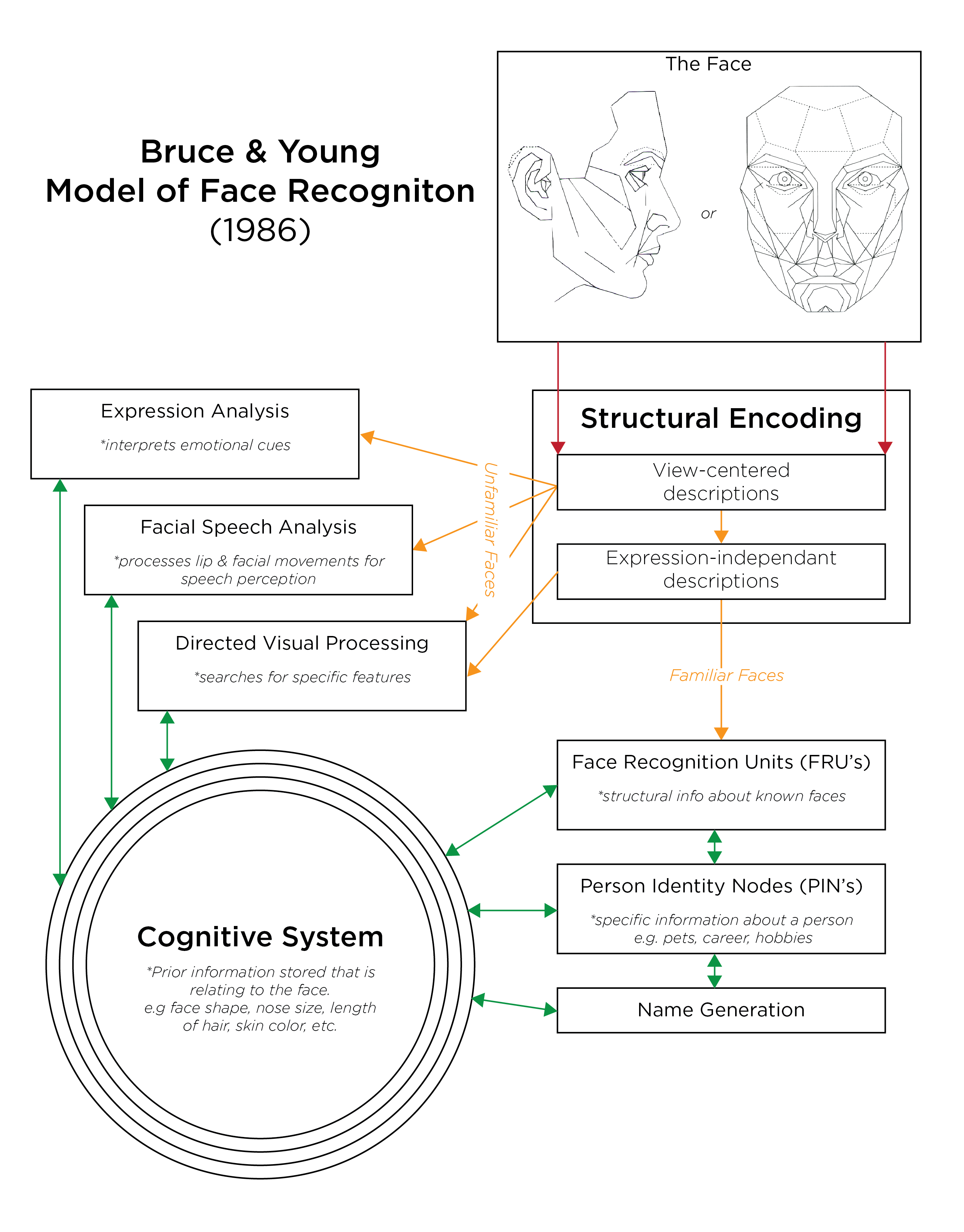
Bruce & Young Model of Face Recognition, 1986

Les teories sobre els processos implicats en la percepció de la cara adulta provenen en gran part de dues fonts; investigació sobre la percepció facial normal de l'adult i l'estudi de les alteracions de la percepció facial causades per lesions cerebrals o malalties neurlògiques.

### Model Bruce & Young
Una de les teories més acceptades de la percepció facial argumenta que la comprensió de les cares implica diverses etapes: des de manipulacions perceptives bàsiques de la informació sensorial per obtenir detalls sobre la persona (com l'edat, el gènere o l'atractiu), fins a ser capaç de recordar. detalls significatius, com ara el seu nom i qualsevol experiència passada rellevant de la persona.

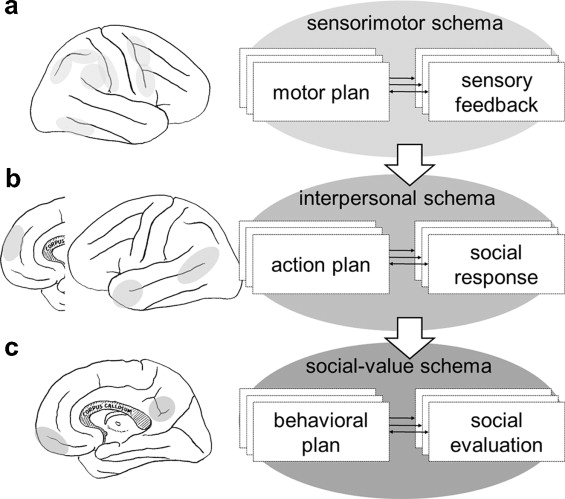
Model de tres capes d'autocognició desenvolupat per Motoaki Sugiura

Aquest model, desenvolupat per Vicki Bruce i Andrew Young el 1986, argumenta que la percepció facial implica subprocessos independents que treballen a l'uníson.
1. Una "descripció centrada en la vista" es deriva de l'entrada perceptiva. Els aspectes físics simples de la cara s'utilitzen per treballar l'edat, el gènere o les expressions facials bàsiques. La majoria de les anàlisis en aquesta etapa es fan funció per funció.
2. Aquesta informació inicial s'utilitza per crear un model estructural de la cara, que permeti comparar-la amb altres cares de la memòria. Això explica per què la mateixa persona des d'un angle nou encara es pot reconèixer (vegeu efecte Thatcher).
3. La representació codificada estructuralment es transfereix a "unitats de reconeixement facial" teòriques que s'utilitzen amb "nodes d'identitat personal" per identificar una persona mitjançant informació de la memòria semàntica. Curiosament, s'ha demostrat que la capacitat de produir el nom d'algú quan es presenta amb la seva cara està danyada de manera selectiva en alguns casos de lesió cerebral, cosa que suggereix que la denominació pot ser un procés diferent de poder produir altra informació sobre una persona.

## Intel·ligència artificial
S'ha fet molt d'esforç per desenvolupar programari que pugui reconèixer rostres humans.
Aquest treball s'ha produït en una branca de la intel·ligència artificial coneguda com a visió per ordinador, que utilitza la psicologia de la percepció facial per informar el disseny de programari. Els avenços recents utilitzen l'espectroscòpia Doppler transcranial funcional no invasiva per localitzar respostes específiques als estímuls facials. El nou sistema utilitza respostes d'entrada, anomenades potenciació cortical a llarg termini, per activar la cerca de cara d'objectiu des d'un sistema de base de dades de cares informatitzat. Aquest sistema proporciona una interfície cervell-màquina per al reconeixement facial, anomenada biometria cognitiva.
Una altra aplicació és estimar l'edat a partir d'imatges de cares. En comparació amb altres problemes de cognició, l'estimació de l'edat a partir d'imatges facials és un repte, principalment perquè el procés d'envelliment està influenciat per molts factors externs com la condició física i l'estil de vida. El procés d'envelliment també és lent, cosa que dificulta la recollida de dades suficients.